# Małgorzata Pikus
Małgorzata Pikus (* 21. November 1972 in Chrzanów, Polen) ist eine polnische Schauspielerin.

## Leben
Małgorzata Pikus wurde 1972 in Chrzanów, einer im Süden von Polen gelegenen Stadt, geboren. Schauspiel studierte sie an der privaten Schule Szkoła Aktorska i Telewizyjna („SPOT“) in Krakau. 1999 legte sie die Prüfung des Verbandes der polnischen Bühnenkünstler Związek Artystów Scen Polskich („ZASP“) ab. Sie arbeitet seit 1996 an der Polnischen Bühne des Theaters in Český Těšín, dem tschechischen Teil der tschechisch-polnischen Doppelstadt Český Těšín/Cieszyn, einmal gastierte sie zwei Jahre am Baltischen Dramatischen Theater in Koszalin. Im Theater von Český Těšín spielte sie seitdem viele Hauptrollen. Auch wenn ihre Hauptarbeit beim Theater liegt, hat sie hin und wieder Rollen in Filmen übernommen.
Für ihre Darbietungen auf der Theaterbühne hat sie verschiedene Auszeichnungen erhalten, unter anderem den Hauptpreis beim Mährisch-Schlesischen Theaterfestival. 2008 wurde sie für den Cena Thálie („Thalia-Preis“) nominiert. Für ihre Rolle in dem Film Poupata wurde sie 2012 mit einer Nominierung für den Český lev („Böhmischer Löwe“) als Beste Hauptdarstellerin bedacht, auch wurde sie für den Preis der tschechischen Filmkritik nominiert.

## Filmografie
- 2000: Lebensborn – Gestohlene Liebe (Pramen zivota)
- 2011: Sraci
- 2011: Poupata
- 2019: Legiony